# Olpitrichum sphaerosporum
Olpitrichum sphaerosporum är en svampart som beskrevs av Matsush. 1975. Olpitrichum sphaerosporum ingår i släktet Olpitrichum, divisionen sporsäcksvampar och riket svampar.   Inga underarter finns listade i Catalogue of Life.